# Powiat Ayauta
Powiat Ayauta (jap. 綾歌郡 Ayauta-gun) – powiat w Japonii, w prefekturze Kagawa. W 2024 roku liczył 40 823 mieszkańców.

## Miejscowości
- Ayagawa
- Utazu